# Behind Enemy Lines
Behind Enemy Lines ist eine US-amerikanische Band, die im Herbst 2000 in Pittsburgh, Pennsylvania, von Mitgliedern der Band Aus-Rotten, kurze Zeit vor deren Auflösung, gegründet wurde. Die Musik von Behind Enemy Lines lässt sich am ehesten als Anarcho-Punk im Stil der frühen 1990er-Jahre mit einigen Metal-Einschlägen beschreiben. Thematisch beschäftigen sich die Lieder der Band mit System- und Religionskritik, Globalisierung, der Hungerproblematik und ähnlichem. Behind Enemy Lines bleibt musikalisch und inhaltlich näher an ihre Vorgängerband angelehnt als Caustic Christ, die zweite Band, die aus der Trennung von Aus-Rotten hervorging.

## Diskografie
- 2001: Know Your Enemy (LP)
- 2003: The Global Cannibal (LP)
- 2006: One Nation Under the Iron Fist of God (LP)